# Hospital del Trabajador ACHS
El Hospital del Trabajador ACHS es un recinto hospitalario de alta complejidad, perteneciente a la red de salud de la Asociación Chilena de Seguridad (ACHS), especializado en trauma, rehabilitación, quemaduras y enfermedades laborales. 
Comenzó su construcción en 1969, y fue inaugurado en 1971. 